# ダブルハイフン
二重ハイフン（にじゅうハイフン）、ダブルハイフン（英語: double hyphen）は、2本の平行線で表されるハイフンである。欧文などで用いられる半角の ⹀ および斜体の ⸗ と、日本語で用いられる全角の゠とがある。

## 欧文用二重ハイフン(⹀, ⸗)
半角の ⹀ および斜体の ⸗ は、ラテン文字（やラテン系の文字）を用いる西洋諸言語の表記や、その他言語のラテン文字表記またはラテン文字転写などで、語の区切りなどに用いられる記号である。

### 欧文
- 西洋諸言語で、ハイフンの位置で改行したときに使うことがある。例: man‐eater をハイフンの位置で改行すると、通常は、
man‐
eater
となる。しかし単語の途中で改行するときにはハイフンが挿入されるので、 maneater を改行しても同じようになり、区別できない。通常はこれらを区別できなくても大きな問題はないが、辞書など厳密な表記が望まれる文書では、man‐eater を改行したときは、
man⹀
eater
と書き、本来の表記がわかるようにすることがある。
- アメリカのホテル「ウォルドルフ゠アストリア」は、1949年から2009年まで「Waldorf⹀Astoria」が正式な表記だった（単なるハイフンに変更）。

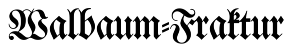
フラクトゥールのハイフン

- フラクトゥールのハイフン フラクトゥールフォントでは、ハイフンとして右上がりのダブルハイフンが使われる。これは、文字としてはダブルハイフンではなくハイフンであり、このフォントではハイフンがそういう字形だということにすぎない。

### その他の言語
- アイヌ語のローマ字表記で人称接辞に使われる。

- エジプト語の一種であるコプト語に対する学術研究において、動詞の形を示すために学者によって使われる。

## 和文用二重ハイフン（゠）
全角の二重ハイフン「゠」は、日本語で、主に外来語をカタカナで表記する際の区切りとして用いられる。固有名称に使うことが多い。線の長さは半角幅である。しばしば数学記号の等号 ( = ) や下駄記号 ( 〓 ) で代用される。横書きでは2本の横線だが、縦書きでは90度回転し2本の縦線となる。
- 原語でのハイフン「‐」の置き換えとして使う。原語でのハイフンを明示でき（中黒は原語での語区切りに使う）、なおかつ長音符「ー」とはっきり区別できる効果がある。ハイフンの置き換えとして中黒「・」を使ったり間に何も入れないこともある。例：キャサリン・ゼタ゠ジョーンズ (Catherine Zeta-Jones)、ラ・ガレンヌ゠コロンブ (La Garenne-Colombes)。
- 原語でのハイフンに限らず語の区切りとして使う。
  - enダッシュ「–」の置き換えとして使う[要出典]。長音符「ー」とはっきり区別できる効果がある。例：ワインバーグ゠サラム理論 (Weinberg–Salam theory)
  - 語区切り全てに対し使う。この場合、中黒は地名や人名などの列挙に使うことができるので、列挙に読点を使わずに済むという利点がある[1]。例：レオナルド゠ダ゠ビンチ[2][3] (Leonardo da Vinci)。
  - 姓名の間の区切りに使い、それに対し姓の中・名の中での区切りには通常のハイフンを使い区別することがある[4]。例：ホー゠チ‐ミン (Hồ Chí Minh)。

## その他言語における類似記号
オジブウェー語やクリー語などカナダの先住民諸言語では、カナダ先住民文字の「ᐨ」（U+1428）（ラテン文字転写では c ）がハイフンに似ているため、この文字と区別するために「᐀」（U+1400  CANADIAN SYLLABICS HYPHEN）がハイフンとして用いられる。

## 符号位置
| 記号 | Unicode | JIS X 0213 | 文字参照          | 名称                                           |
| ---- | ------- | ---------- | ----------------- | ---------------------------------------------- |
| ゠   | U+30A0  | 1-3-91     | &#x30A0; &#12448; | ダブルハイフン KATAKANA-HIRAGANA DOUBLE HYPHEN |
| ⸗    | U+2E17  | ‐          | &#x2E17; &#11799; | DOUBLE OBLIQUE HYPHEN                          |
| ⹀    | U+2E40  | ‐          | &#x2E40; &#11840; | DOUBLE HYPHEN                                  |